# Apogon victoriae
 Apogon victoriae és una espècie de peix de la família dels apogònids i de l'ordre dels perciformes.

## Morfologia
Els mascles poden assolir els 8 cm de longitud total.

## Distribució geogràfica
És un endemisme d'Austràlia.